# 周班爵
周班爵（1555年—？），字錫卿，號濂坡，山東濟南府濱州霑化縣人，民籍，明朝政治人物。

## 生平
萬曆元年（1573年）癸酉科山東鄉試第五十九名，萬曆八年（1580年）庚辰科會試第六十二名，登三甲第八十四名進士。工部觀政，初授直隶献县知县，丁憂歸。十二年补任仪封县知县，十三年调繁祥符县。十五年行取，十六年三月考选山西道监察御史，卒。

## 家族
曾祖周耀；祖父周濟，曾任壽官；父周席珍，曾任歲貢生。母宋氏。